# Mario Power Tennis (Game Boy Advance)
Mario Power Tennis (ook wel Mario Tennis: Power Tour of Mario Tennis Advance), Japans: マリオテニスアドバンス, is een computerspel dat werd ontwikkeld door Camelot Software Planning en uitgegeven door Nintendo. He spel kwam in 2005 uit voor de Game Boy Advance. In 2014 kwam het ook uit voor de Wii U. Het spel is een sportspel waarbij de speler tennis kan spelen. Naast spins, drops en lobs kunnen er ook powershots uitgedeeld worden. Het speelveld wordt in 3D in de derde persoon weergegeven.

## Ontvangst
| Beoordeeld door        | Jaar | Platform         | Score |
| ---------------------- | ---- | ---------------- | ----- |
| UOL Jogos              | 2006 | Game Boy Advance | 100%  |
| GameZone               | 2006 | Game Boy Advance | 90%   |
| 4Players.de            | 2006 | Game Boy Advance | 85%   |
| GameSpot               | 2005 | Game Boy Advance | 85%   |
| Gameplanet             | 2005 | Game Boy Advance | 80%   |
| Jeuxpo.com             | 2005 | Game Boy Advance | 80%   |
| GameSpy                | 2005 | Game Boy Advance | 80%   |
| Retrogaming.it         | 2008 | Game Boy Advance | 80%   |
| Fragland.net           | 2006 | Game Boy Advance | 80%   |
| Game Informer Magazine | 2005 | Game Boy Advance | 78%   |

Mario's Tennis · 
Mario Tennis (Nintendo 64) · 
Mario Tennis (Game Boy Color) · 
Mario Power Tennis (Nintendo GameCube) · 
Mario Power Tennis (Game Boy Advance) ·
Mario Tennis Open ·
Mario Tennis: Ultra Smash ·
Mario Tennis Aces